# Zelandonota kiwi
Zelandonota kiwi är en stekelart som beskrevs av Lubomir Masner och Lars Huggert 1989. Zelandonota kiwi ingår i släktet Zelandonota och familjen gallmyggesteklar. Inga underarter finns listade i Catalogue of Life.